# Dalmady Győző
Bori és dalmadi Dalmady Győző (Kolta, Komárom vármegye, 1836. február 11. – Budapest,  1916. június 30.) magyar jogász, megyei árvaszéki elnök, költő, a 19. század utolsó évtizedeinek népszerű lírikusa. Lírájában a katolikus szellemű vallásosság lényeges szerepet töltött be a Kossuthot eszményítő hazafias érzés és a családi élet motívumai mellett.

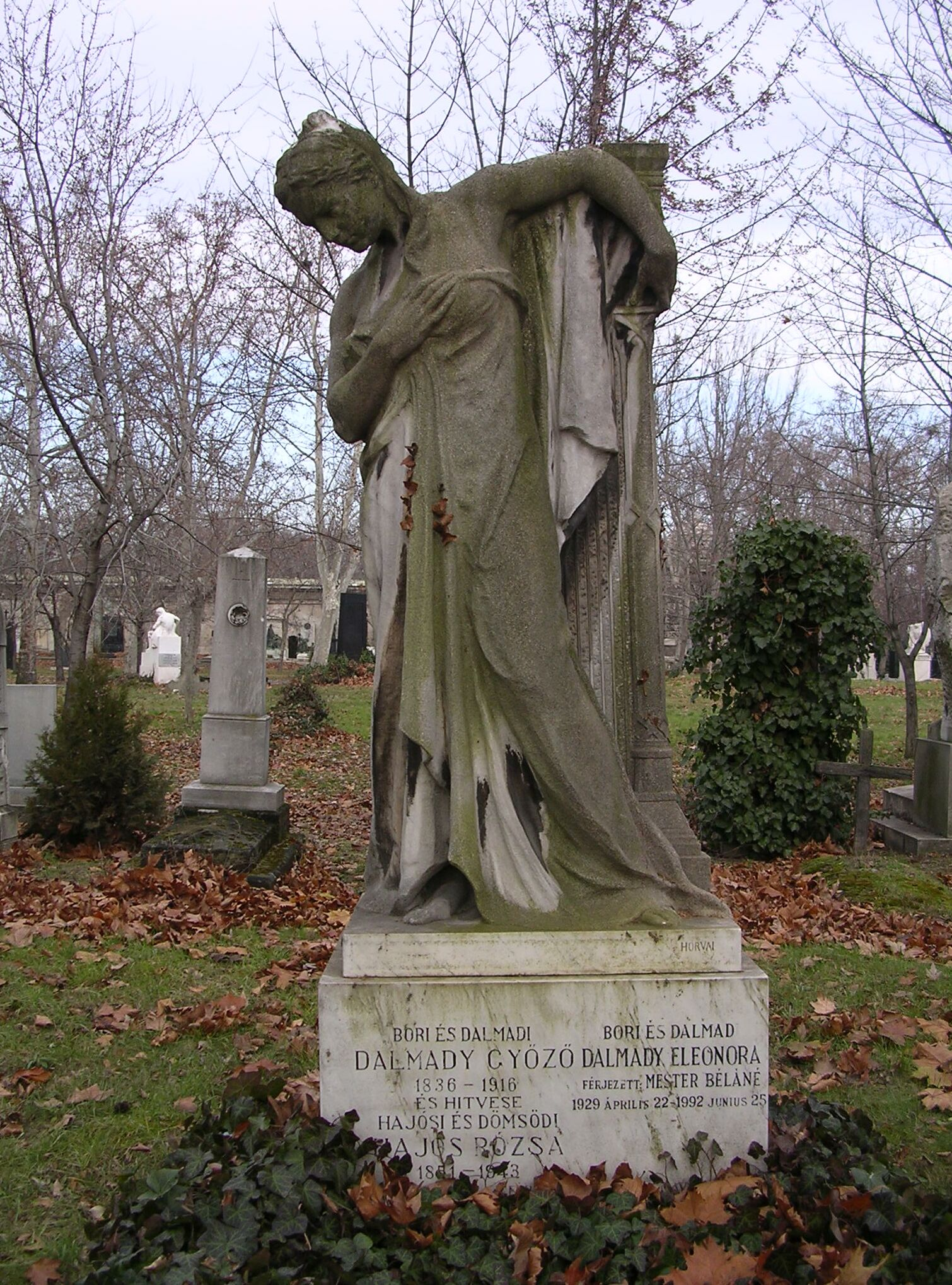
Sírja a Fiumei úti sírkertben (20/1-1-80). Horvay János műve

## Életpályája
Apja, Dalmady Sámuel gazdatiszt volt a báró Nyáry-családnál és később az 1840-es években Ógyallán lakott saját kis birtokán. Dalmady Győző tanulmányait 1846 és 1854 között a komáromi, tatai, esztergomi és pesti (bencés és piarista) gimnáziumokban, továbbá 1854 és 1857 között a pesti egyetem jogi karán végezte. Megtanult németül, franciául és angolul s már jogász korában sűrűn dolgozott a nevezetesebb szépirodalmi lapokba és évkönyvekbe. Az 1860. évi nemzeti mozgalmakban mint az ifjúság egyik vezére vett részt beszédekkel és költeményekkel; a megyék visszaállításakor 1861. januárban Pest vármegye tiszteletbeli, áprilisban pedig valóságos aljegyzője lett, a megyék újabb feloszlatásakor pedig hazament atyjához, Csehibe, és 1862-ben befejezte ügyvédi vizsgáit. (A Nővilág című hetilapot 1863. július 1-jétől szeptember 30-áig ideiglenesen ő szerkesztette). A provizórium ideje alatt egy ideig Szirákon Degenfeld Lajos grófnak adott jogi és államtudományi leckéket, majd Pesten volt ügyvédi segéd, utóbb pedig ismét atyja házánál tartózkodott Csehiben, míg 1866-ban a pesti első hazai takarékpénztár titkára lett, főjegyzői címmel. Ugyanebben az évben a Kisfaludy Társaság is tagjául választotta. 1867. április 30-tól 1872. február 5-ig Pest vármegye első aljegyzőjévé választották, majd 1907. december 19-ig az árvaszéki elnöki tisztséget töltötte be. Az irodalmi életben 1853-ban tűnt fel, ettől kezdve publikálta hazafias, Kossuthot eszményítő verseit, valamint műfordításait (Heine, Goethe, Béranger, Lamartine, Alfred de Musset, Victor Hugo, Robert Burns).
Dalmady több jogi és árvaügyi cikket is irt a szaklapokba. 1905-ben mint közgyűlési elnök irányította a megyei ellenállást a Fejérváry-kormánnyal szemben.
1867. október 28-án vette feleségül Tasson a 16 éves, református Hajós Rózát (sírjukon a feleség neve hajósi és dömsödi Hajós Rózsa formában szerepel).

## Művei
- Költemények (Pest, 1862)
- Szerelem, költemények (Pest, 1863)
- Dalmady összes költeményei 1857-1875 (Budapest, 1876)
- Dalmady Győző költeményei (Budapest, 1922)
- Költői és prózai munkái (I–V., Bp., 1936–39).

## Emlékezete
- Budapest XVIII. kerületében (Pestszentlőrincen) és Gödöllőn  utca viseli a nevét.
- Budapesten a Belvárosban 1921-től 1953-ig viselte a nevét a mai Vitkovics Mihály utca.
- Nevét viseli  Nagykőrösön a  Dalmady Győző Óvoda és Általános Iskola.